# Acacia atopa
Acacia atopa é uma espécie de leguminosa do gênero Acacia, pertencente à família Fabaceae.